# پرکین ۲۴۸۲
سیارک ۲۴۸۲ (به انگلیسی: 2482 Perkin، نامگذاری:1980CO) دو هزار و چهارصد و هشتاد و دومین سیارک کشف شده‌است که در ۱۳ فوریه ۱۹۸۰ کشف شد.
قدر مطلق سیارک برابر ۱۲٫۷۰ است.